# Purwoyoso
Purwoyoso is een bestuurslaag in het regentschap Semarang van de provincie Midden-Java, Indonesië. Purwoyoso telt 17.364 inwoners (volkstelling 2010).